# Aldeanueva de Ebro
Aldeanueva de Ebro is een gemeente in de Spaanse provincie en regio La Rioja met een oppervlakte van 39,08 km². Aldeanueva de Ebro telt 2.744 inwoners (1 januari 2016).